# دوري كرة القدم الألباني الدرجة الأولى 2017–18
دوري كرة القدم الألباني الدرجة الأولى 2017–18 هو موسم من دوري كرة القدم الألباني الدرجة الأولى ‏. أشرف على تنظيمه اتحاد ألبانيا لكرة القدم، وفاز فيه نادي تيرانا.